# Millen (Geórgia)
Millen é uma cidade localizada no estado americano de Geórgia, no Condado de Jenkins.

## Demografia
Segundo o censo americano de 2000, a sua população era de 3492 habitantes.
Em 2006, foi estimada uma população de 3523, um aumento de 31 (0.9%).

## Geografia
De acordo com o United States Census Bureau tem uma área de 9,4 km², dos quais 9,4 km² cobertos por terra e 0,0 km² cobertos por água. Millen localiza-se a aproximadamente 62 m acima do nível do mar.

## Localidades na vizinhança
O diagrama seguinte representa as localidades num raio de 32 km ao redor de Millen.